# Zarja (polarfartyg)
För modulen på den Internationella rymdstationen, se Zarja (ISS).
Zarja (ryska: Заря, Gryning) var ett ång- och segelfartyg, som användes som forskningsfartyg av Ryska vetenskapsakademien för polarexpeditioner under åren 1900–1903.

## Historik
Under slutet av 1800-talet införskaffade Ryska vetenskapsakademien ett mångsidigt forskningsfartyg för långvariga expeditioner. År 1899, köpte Eduard Toll den norska tremastade barken Harald Hårfagre för en polarexpedition. Han hade fått hjälp i valet av fartyg av Fridtjof Nansen, vilken hade rekommenderat ett fartyg som var likt hans  Fram. Fartyget hade ett deplacement på 450 ton och ett djupgående på fem meter. 
Fartyget döptes om till Zarja och genomgick en grundlig modifiering på Colin Archers varv i Larvik för att klara svåra isförhållanden. Colin Archer var den som konstruerat och byggt Fram, som 1896 hade återvänt oskadad från en lång infrysning i Norra ishavet under Nansens polarexpedition 1893–1896. Colin Archer förstärkte Zarja kraftigt med insides balkar och byggde på däckshus. Segelföringen byttes till barkentinrigg, med fyrkantssegel enbart på förmasten. I oktober 1899 certifierades hon av Det Norske Veritas för en treårig expedition i Arktis. 

## Den ryska polarexpeditionen 1900–1902
Zarja avseglade från Sankt Petersburg den 21 juni 1900 under befäl av Nikolaj Kolomejtsev (1867–1944) med en besättning på 20 personer. Den 24 juli ankom hon till Alexandrovsk (idag Poljarnyj) och fortsatte sedan mot Karahavet. Zarja tillbringade sin första vinter som infruset fartyg  i en bukt som Toll uppkallade efter Colin Archers skeppsvarv (Buchta Kolin Artjera) nära Tajmyrön. Forskarna tillbringade elva månader med att utforska Nordenskiöldöarna och Tajmyrhalvöns kust. På våren sändes Kolomejtsev på en lång slädtur och andremannen Fjodor Matisen (1872–1921) blev därefter fartygets befälhavare för den återstående delen av expeditionen. 
I augusti 1901 seglade Zarja över Laptevhavet mot Nysibiriska öarna, där besättningen letade efter Sannikovlandet. Fartyget hejdades snart av flytande packis. Under 1902 fortsattes försöket att nå Sannikovlandet medan Zarja satt fast i isen. Toll och tre följeslagare sökte det svårfångade landet, ett av expeditionens huvudmål. De försvann i november 1902 på väg söderut från Bennettön.
Svårt bekommen av isen, och utan möjlighet till reparation, ankrade Zarja slutligen upp för gott öster om  floden Lenas delta i Tiksibukten på läsidan av ön Brusneva.

## Bildgalleri

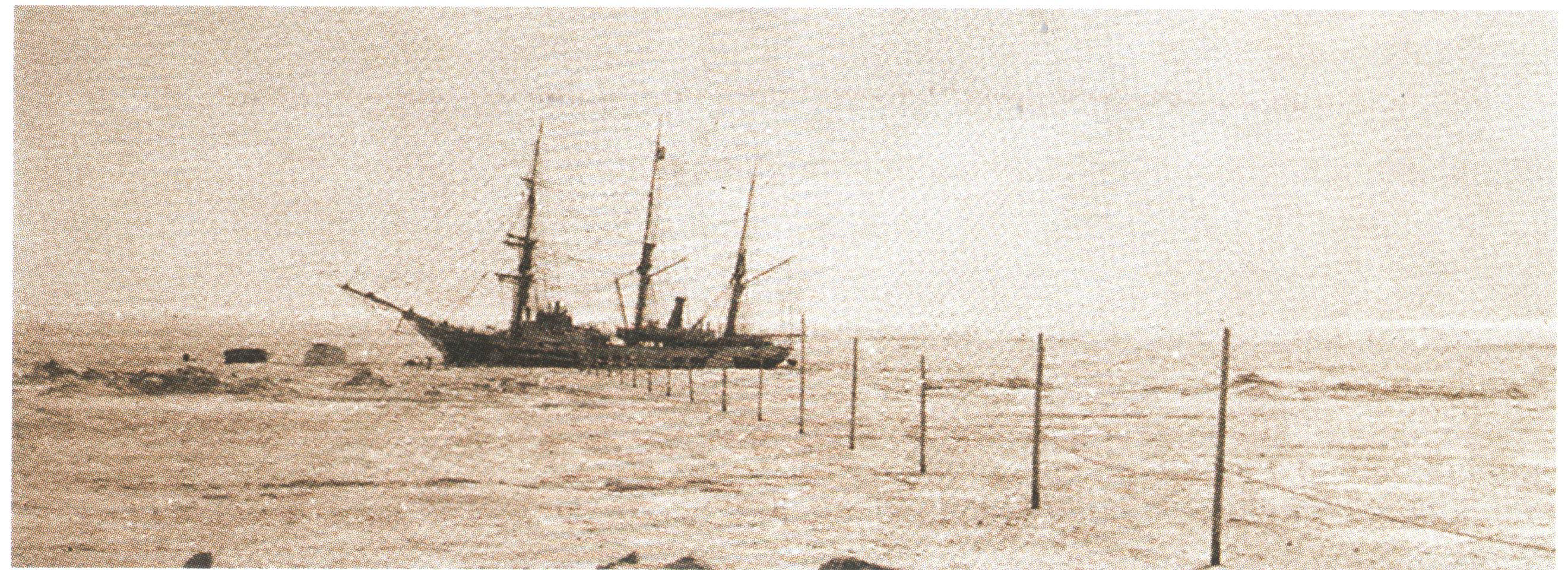
Zarja den 1 december 1901
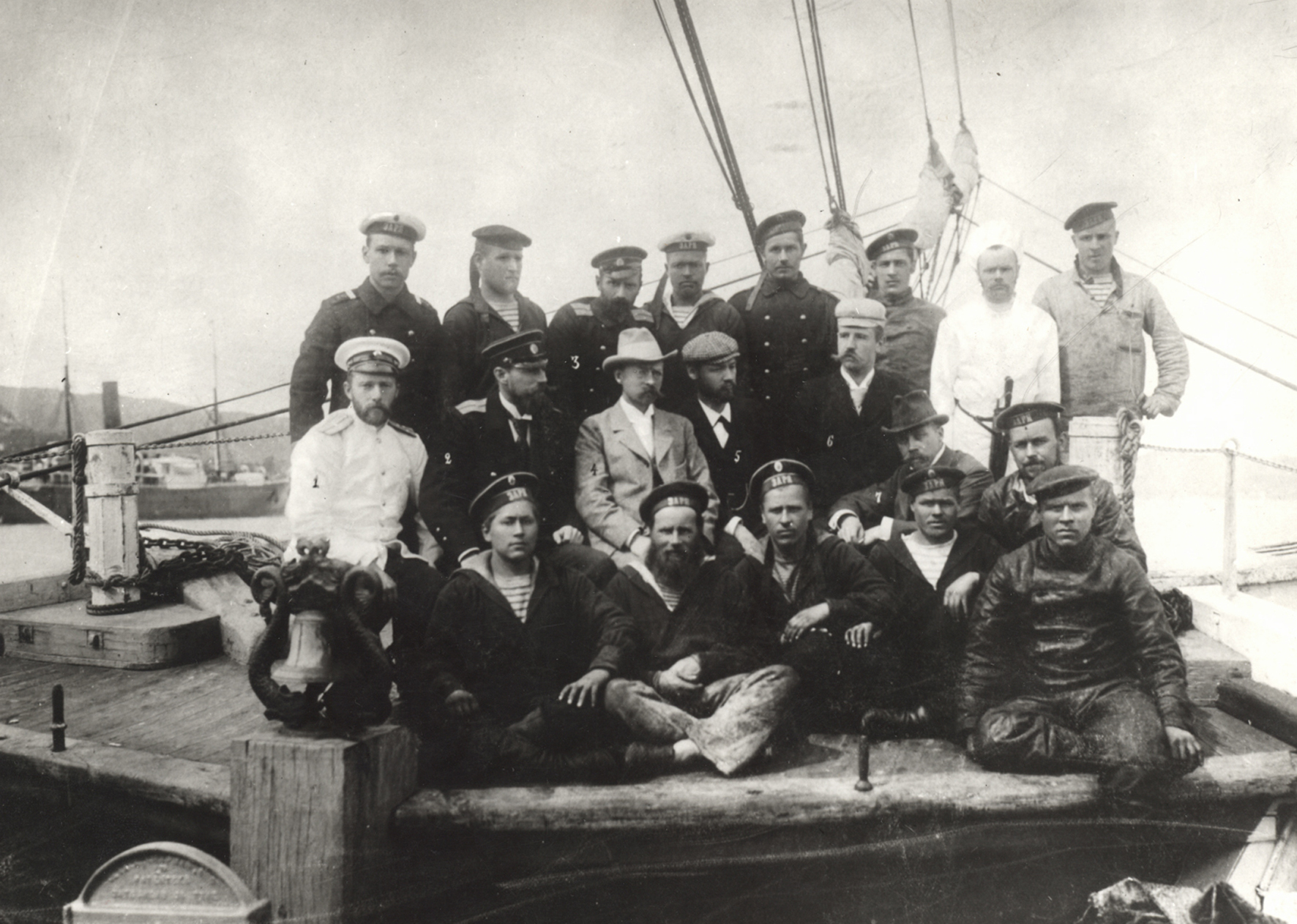
Zarjas besättning
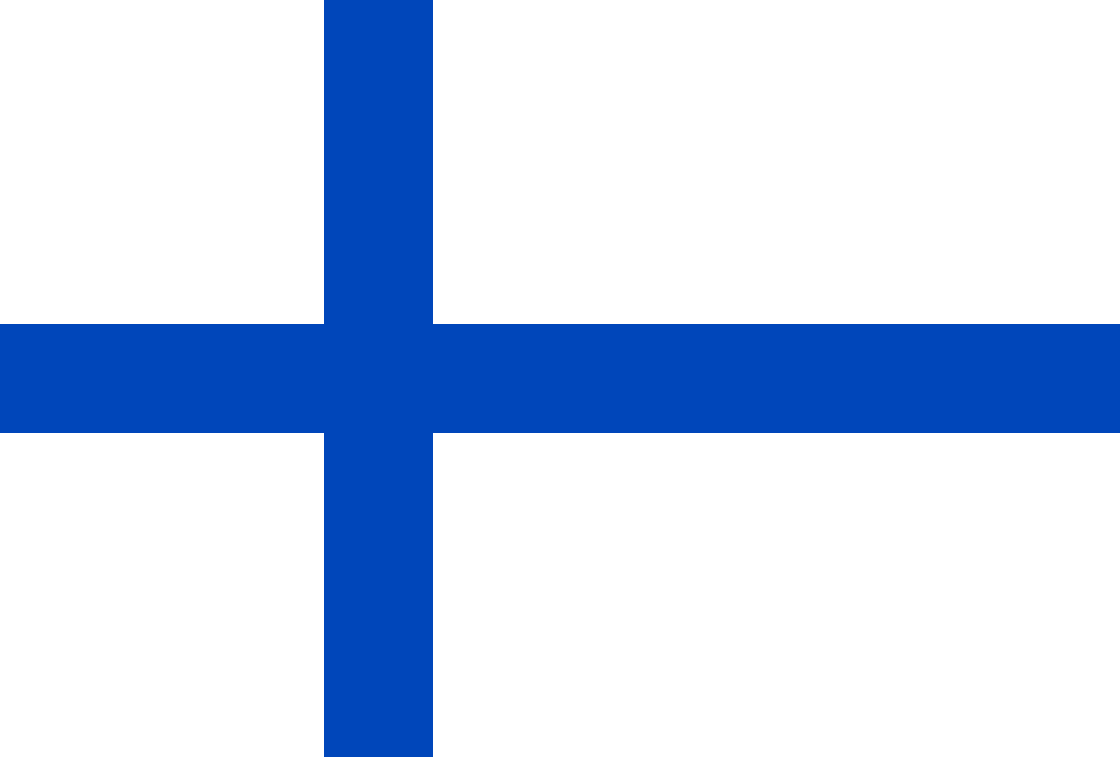
I stället för rysk flagg förde Zarja Neva Yacht Clubs flagga.